# Oriol Busquets
Uri Busquets, de son nom complet Oriol Busquets Mas, né le 20 janvier 1999 à Sant Feliu de Guíxols en Espagne, est un footballeur espagnol qui joue au poste de milieu défensif à la KAS Eupen.

## Biographie

### En Club

#### FC Barcelone
Le 12 mai 2018, l'entraîneur Ernesto Valverde annonce qu'Oriol Busquets fera partie de l'équipe première du FC Barcelone à partir de la saison 2018-2019.
Formé au sein de la Masia, Oriol Busquets prolonge son contrat jusqu'en 2021 le 4 juillet 2018, avec deux années supplémentaires en option. Le club blaugrana fixe également à cette occasion sa clause libératoire à 200 millions d'euros.

#### FC Twente
Le 27 août 2019, il est prêté au club néerlandais de Twente Enschede. Avec le club hollandais, le jeune Oriol aura démontré sa polyvalence en jouant quelques fois en défense centrale. Il a joué un total de 23 matchs toutes compétitions confondues.

#### FC Barcelone
À la fin du mois d'août 2021, le contrat du jeune milieu défensif n'étant toujours pas renouvelé par le FC Barcelone. Oriol Busquets quitte définitivement son club formateur avec lequel, il aura passé par toutes les catégories de jeunes pendant plus d'une dizaine d'années. Il aura joué seulement 2 matchs officiels en coupe du roi avec l'équipe première.

#### Clermont Foot
Le 28 août 2021, il signe pour trois saisons avec le Clermont Foot 63.

#### FC Arouca
En juillet 2022, Oriol Busquets rejoint le club portugais FC Arouca.

#### KAS Eupen
Lors du mercato estival 2025, il s'engage avec la KAS Eupen pour deux ans jusqu’au 30 juin 2027.

### En sélections nationales
Avec les moins de 17 ans, il participe au championnat d'Europe des moins de 17 ans en 2016. Lors de cette compétition, il est titulaire et joue six matchs. L'Espagne s'incline en finale face au Portugal après une séance de tirs au but.

## Palmarès

### En club
- Vainqueur de la Coupe d'Espagne en 2018

### En sélections nationales
- Finaliste du championnat d'Europe des moins de 17 ans en 2016 avec l'équipe d'Espagne des moins de 17 ans.